# Tren de aterizare

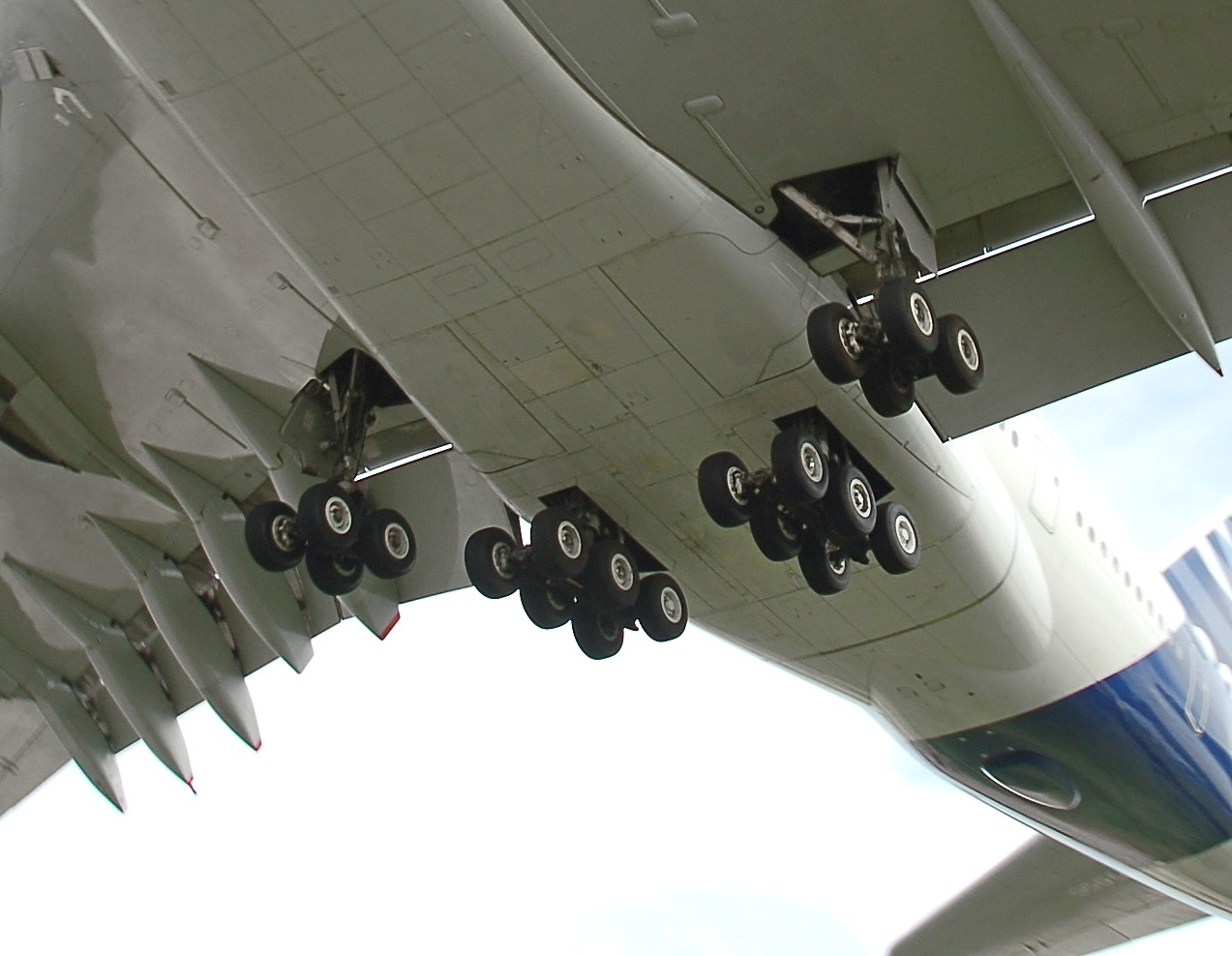
Șasiul principal cu 20 de roți al unui Airbus A380-800

Tren de aterizare

Trenul de aterizare - în engleză "landing gear", "dispozitiv de aterizare" - este un sistem mecanic format dintr-un cadru care este de obicei retractabil și montat pe roți care susține o aeronavă atunci când nu este în zbor și este utilizat pentru manevre de decolare și aterizare și cele de la sol.
De obicei, compus din roți fixate pe amortizoare de șoc, poate în schimb monta în mod special schiuri pentru operații pe suprafețe cu zăpadă sau înghețate și plutitoare pentru operațiuni pe suprafețe de apă, ca în cazul hidroavioanelor. Multe elicoptere folosesc în schimb un sistem compus din patine care permite aterizarea pe aproape orice suprafață de pământ, dar face dificilă deplasarea elicopterului atunci când nu este în zbor.

## Legături externe
- Carroll Gray (1998). „Alphonse Pénaud”. Flying Machines.
- „Standard Naming Convention for Aircraft Landing Gear Configurations” (PDF). FAA. 6 octombrie 2005.
- How to change the landing gear of an Airbus A380. Emirates Airline. 28 mai 2018. https://www.youtube.com/watch?v=jkFmJqVl-kc.  „complete replacement of landing gear systems”